# لوریس کرویان
لوریس موشغی کرویان (ارمنی: Լորիս Մուշեղի Կրոյան؛  زادهٔ ۱۰ فوریهٔ ۱۹۲۸ - درگذشته ۱۹ آوریل ۱۹۸۴)، ویراستار، رمان‌نویس، نمایشنامه‌نویس و روزنامه‌نگار اهل ارمنستان بود.

## زندگی‌نامه
وی در ۱۰ فوریهٔ ۱۹۲۸ در ساروخان به دنیا آمد . کارویان عضو اتحادیه نویسندگان ارمنستان بود. وی همچنین برندهٔ جوایزی همچون چهره فرهنگی شایسته ارمنستان شوروی شده‌است. وی در ۱۹ آوریل ۱۹۸۴ در سن ۵۶ سالگی در ایروان درگذشت.

## یادداشت
1. ↑  Երևանի քաղաքային գերեզմանատան